# Bachia blairi
Bachia blairi е вид влечуго от семейство Gymnophthalmidae. Видът е почти застрашен от изчезване.

## Разпространение и местообитание
Разпространен е в Коста Рика и Панама.
Обитава гористи местности, планини и възвишения.